# Lebumetan
Lebumetan (Lebometa) ist eine osttimoresische Aldeia im Suco Bereleu (Verwaltungsamt Lequidoe, Gemeinde Aileu). 2015 lebten in der Aldeia 423 Menschen.

## Geographie
Die Aldeia Lebumetan liegt im Nordwesten des Sucos Bereleu. Südlich befindet sich die Aldeia Bereleu, südöstlich die Aldeia Tataresi und östlich die Aldeia Lebutu. Im Norden grenzt Lebumetan mit dem Grenzfluss Coioiai an den Suco Hautoho und im Westen an den Suco Acubilitoho. Der Coioiai gehört  zum System des Nördlichen Laclós. Im Westen grenzt Bereleu an den Suco Acubilitoho
Die Hauptstraße des Sucos Bereleu bildet grob die Grenze zu den Aldeias Bereleu und Tataresi. Beiderseits der Straße liegen die Orte Bereleu Foun (Neu-Bereleu), Lebumetan und Berkate, die ineinander übergehen. Auf der Südseite der Straße, die zu den Aldeias Bereleu und Tataresi gehört, befinden sich der Sitz des Sucos, die Kapelle São Miguel Arcanjo und die Kirche der Assembleias de Deus Bereleu Foun.
Eine Piste führt vom Dorf Lebumetan nach Norden zum Coioiai durch den praktisch unbesiedelten Norden der Aldeia.